# پوسته (فیلم ۲۰۱۱)
پوسته یا هاسک (به انگلیسی: Husk) یک فیلم ترسناک آمریکایی محصول سال ۲۰۱۱ که بازسازی مترسک (فیلم ۱۹۸۸) است.

## داستان
یک گروه از دوستان برای درس خود به جایی سفر می‌کنند که در آنجا یک کلبه قدیمی متروک پیدا می‌کنند که می‌خواهند چند روز سفر خود را در آنجا سپری کنند که …

## بازیگران
- سی جی توماسون
- دوون گرای
- وس چتهم
- بن ایستر